# Редвуд (Орегон)
Редвуд (енгл. Redwood) насељено је место без административног статуса у америчкој савезној држави Орегон.

## Демографија
По попису из 2010. године број становника је 2.627, што је 3.217 (-55,0%) становника мање него 2000. године.
| Група             | 2000.         | 2010.         |
| Белци             | 5.408 (92,5%) | 2.430 (92,5%) |
| Афроамериканци    | 18 (0,3%)     | 10 (0,4%)     |
| Азијати           | 19 (0,3%)     | 19 (0,7%)     |
| Хиспаноамериканци | 215 (3,7%)    | 113 (4,3%)    |
| Укупно            | 5.844         | 2.627         |